# Forza! Hidemaru
Forza! Hidemaru (яп. フォルツァ!ひでまる Форуца! Хидэмару) — 26-серийный аниме-сериал, впервые показанный на TV Tokyo. Аниме вышло в эфир в 2002 году, в год чемпионата мира по футболу в Японии и Корее. Продюсером сериала выступила Nihon Ad Systems.
На основе аниме была выпущена манга Hidemaru The Soccer Boy (яп. ひでまる the soccer boy, Футбольный мальчик Хидэмару) авторства Макото Мидзобути, публиковавшаяся в ежемесячном Corocoro Comic издательства Shogakukan.
В США издателем аниме стала компания Enoki Films, которая лицензировала сериал под названием Forza! Mario.

## Сюжет
Сериал о мальчике Хидэмару, который хочет играть в футбол. Он прибывает в город, желая присоединиться к своей любимой команде и мечтая когда-нибудь играть в одной из сильнейших футбольных команд мира. Но оказывается, что команда, которая его интересует, на деле на гране роспуска из-за того, что открытая неподалеку Спортивная академия собирает лучших игроков и тренирует их под наставничеством отличного тренера.
Хидэмару собирает друзей и неизвестных игроков, чтобы восстановить команду. Впрочем, целью героя является не победа, а получение удовольствия от игры. Пусть они и сталкиваются с проблемами и делают ошибки, но они хотят показать всем, что такое фантастический футбол.

## Персонажи
Джонатан Клементс и Хелен Маккарти отметили, что состав персонажей состоит из самых разнообразных животных в спортивных костюмах: лиса, двух бегемотих, собак, лошадей и зайцев.
| Персонажи        | Озвучивание     |
| ---------------- | --------------- |
| Хидэмару (Марио) | Маюми Асано     |
| Сэн-но-Дзё       | Масахару Сато   |
| Нана             | Сакура Ногава   |
| Рэй              | Мика Кимура     |
| Джо              | Дайсукэ Кисио   |
| Кайзер           | Кэнтаро Ито     |
| Рикки            | Такаси Нагасако |
| Микки            | Аяна Иноуэ      |
| Флора            |                 |
| Дзюбэй           | [ 4 ]           |

## Критика
Джонатан Клементс и Хелен Маккарти, авторы «Энциклопедия аниме, пересмотренное и расширенное издание: Руководство по японской анимации с 1917 года», отметили, что сериал выглядит не соответствующим своему времени — началу XXI века, но дети на шаблоны спортивных сюжетов смотрят «свежим взглядом».
Главный герой Хидэмару появился на официальном сайте футболиста Хидэтоси Наката.

## Примечание
1. ↑  «Forza! Mario Архивная копия от 21 февраля 2019 на Wayback Machine.» Enoki Films. Retrieved on March 23, 2014.
2. 1 2  Clements, Jonathan and Helen McCarthy. The Anime Encyclopedia, Revised & Expanded Edition: A Guide to Japanese Animation Since 1917. Stone Bridge Press, November 6, 2012. ISBN 1611725151, 9781611725155. page unstated Архивная копия от 1 июля 2014 на Wayback Machine (Google Books PT 291)
3. 1 2 3  «スタッフ＆キャスト» (Staff & Cast) (). Forza! Hidemaru at TV Tokyo. Retrieved on March 23, 2014.
4. 1 2 3  «アニメワールド» (Archive) Hidemaru Official Website. December 8, 2003. Retrieved on March 25, 2014.
5. ↑  «Feature: The game of life Архивная копия от 15 октября 2013 на Wayback Machine» () Metropolis. Retrieved on March 24, 2014. «The phenomenon continues to grow with nakata.net TV, a weekly soccer program on SkyPerfecTV; nakata.net Mobile, a mobile phone service that transmits voice and text messages from Nakata; nakata.net kids, the online home of soccer-playing cartoon dog Hidemaru; and club.nakata.net, a members-only site for Japanese fans with about 8,000 subscribers.»